# Horton (Kansas)
Horton ist eine Stadt im Brown County im Bundesstaat Kansas, USA.

## Geschichte
Die Stadt wurde 1886 gegründet und ein Jahr später, 1887, inkorporiert. Benannt wurde Horton nach Albert H. Horton, dem Obersten Richter am Kansas Supreme Court.
Am 22. Januar 2013 besuchte ein Moderator der CNBC-Sendung The Profit die Stadt mit dem Ziel, das Innenstadtviertel zu beleben. Daraus entwickelte sich innerhalb von 18 Monaten die Bürgerinitiative Reinvent Horton, die Maßnahmen wie die Sanierung von Gehwegen und Straßenbeleuchtung sowie den Abriss alter Gebäude anstieß.

## Geographie
Nach Angaben des United States Census Bureau hat die Stadt eine Gesamtfläche von 4,36 km², davon 4,32 km² Land und 0,04 km² Wasser.

## Klima
Horton liegt in einem feucht-kontinentalen Klima mit heißen Sommern und kalten Wintern (Köppen-Klassifikation Dfa).

## Bildung
Horton gehört zum Schulbezirk South Brown County USD 430. Die wichtigste weiterführende Schule ist die Horton High School.